# گولد کانیون (آریزونا)
گولد کانیون (به انگلیسی: Gold Canyon) یک منطقهٔ مسکونی در ایالات متحده آمریکا است که در شهرستان پاینال، آریزونا واقع شده‌است. گولد کانیون ۵۷٫۹۹ کیلومتر مربع مساحت و ۷٬۵۳۲ نفر جمعیت دارد و ۶۰۴ متر بالاتر از سطح دریا واقع شده‌است.